# 沙維亞·沙文
沙維亞·沙文(Xavier Samin，1978年1月1日—)，大溪地足球員，司任門將。

## 生涯
沙維亞·沙文在2000年展開其足球生涯，首間正式效力的球會為大溪地頂級聯賽的AS Tefana。2012年，他轉會至當地的班霸AS龍隊，但在翌年的冬季後又返回母隊AS Tefana。在國家隊方面，沙維亞·沙文在2001年已入選大溪地國家足球隊。2012年，他隨隊參加大洋洲國家杯，並在半決賽和決賽正選上陣，最終在決賽以1-0取勝，贏得大溪地歷史上首個的錦標。2013年，他又參加洲際國家盃，並在首場對尼日利亞的分組賽中上陣，球隊最終以1-6失利。